# (16723) Fumiofuke
(16723) Fumiofuke est un astéroïde de la ceinture principale.

## Description
(16723) Fumiofuke est un astéroïde de la ceinture principale. Il fut découvert le 27 novembre 1995 à Chichibu par Naoto Satō et Takeshi Urata. Il présente une orbite caractérisée par un demi-grand axe de 3,16 UA, une excentricité de 0,20 et une inclinaison de 2,2° par rapport à l'écliptique.

## Compléments